# Tommy Werner
Tommy Werner (Karlskrona, 31 marzo 1966) è un ex nuotatore svedese.
Specializzato nello stile libero ha vinto la medaglia d'argento nella staffetta 4x200 m sl alle Olimpiadi di Barcellona 1992.

## Palmarès
- Olimpiadi
  - Barcellona 1992: argento nella staffetta 4x200 m sl.
- Mondiali
  - 1991 - Perth: argento nei 100 m sl.
  - 1994 - Roma: oro nella staffetta 4x200 m sl.
- Mondiali in vasca corta
  - 1993 - Palma di Majorca: oro nella staffetta 4x200 m sl.
- Europei
  - 1985 - Sofia: argento nella staffetta 4x200 m sl, bronzo nei 200 m sl e nella staffetta 4x100 m sl.
  - 1987 - Strasburgo: bronzo nella staffetta 4x200 m sl.
  - 1989 - Bonn: bronzo nella staffetta 4x100 m sl.
  - 1991 - Atene: bronzo nella staffetta 4x100 m sl.
  - 1993 - Sheffield: argento nei 100 m sl e nella staffetta 4x100 m sl.